# Lovprisningen (Graduale Romanum XI)
Lovprisningen från Graduale Romanum XI är ett moment i den kristna mässan som heter Lovprisningen.

## Publicerad i
- Graduale Romanum XI
- Höghandskriften
- 1697 års koralbok under Then swenska Mässan - Gratias Dominicale
- Musiken till Svenska Mässan 1897.
- Den svenska mässboken 1942, del 1.
- Gudstjänstordning 1976, del II Musik. (bearbetad)
- Den svenska kyrkohandboken 1986 under Lovprisningen.